# Ostrec (szczyt)
Ostrec (bułg. Острец) – szczyt masywu Witosza, w Bułgarii, o wysokości 1836 m n.p.m.